# Ribas de Campos
Ribas de Campos – gmina w Hiszpanii, w prowincji Palencia, w Kastylii i León, o powierzchni 15,49 km². W 2011 roku gmina liczyła 166 mieszkańców.